# Das Reich (газета)
Das Reich (с нем. — «Рейх») — еженедельная газета, основанная Йозефом Геббельсом, министром пропаганды нацистской Германии, в мае 1940 года. Выпускалась «Deutscher Verlag». В октябре того же года тираж достиг 500 000 экземпляров, а к 1944 году вырос до 1 400 000.
Помимо редакционных статей, Геббельс никак не участвовал в публикациях. В 1930-х годах его статьи появлялись в журнале Der Völkischer Beobachter. С мая 1940 года он написал 218 редакционных статей.
В газете содержались новостные репортажи, эссе на различные темы, рецензии на книги и редакционные статьи, написанные Геббельсом. Систематически Геббельс публиковал антисемитские материалы, например Mimikry (20 июля 1941), Die Juden sind Schuld (16 ноября 1941), Der Krieg und die Juden (9 мая 1942) и так далее. Антисемитская пропаганда вплеталась Геббельсом в разные темы — об СССР, Великобритании, союзниках, причинах войны, бомбардировки немецких городов, необходимости «тотальной войны» и другие.